# 勒爾巴赫河
51°56′42″N 8°26′54″E / 51.94500°N 8.44833°E

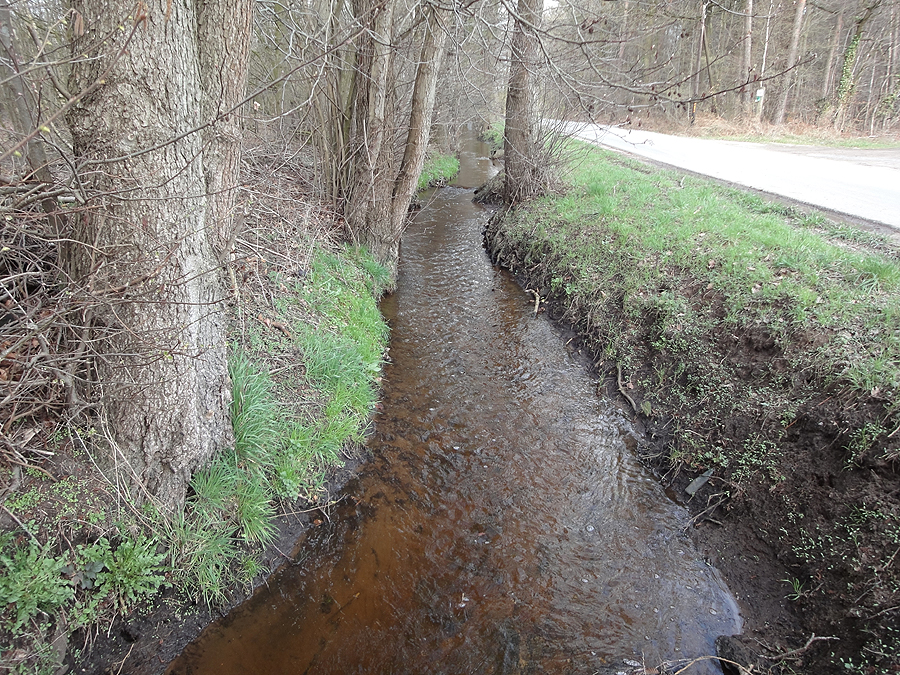

勒爾巴赫河（德語：Röhrbach），是德國的河流，位於該國西部，處於北萊茵-威斯特法倫州，屬於賴爾巴赫河的左支流，河道全長3.3公里，河畔城鎮有比勒費爾德和居特斯洛。